# 普洛斯卡山
48°24′3.8″N 24°17′9.6″E / 48.401056°N 24.286000°E
普洛斯卡山（烏克蘭語：Плоска）是烏克蘭的山峰，位於該國西部伊萬諾-弗蘭科夫斯克州，屬於烏克蘭喀爾巴阡山脈中戈爾加內山脈的一部分，海拔高度1,353米。